# رانهیل وایا
رانهیل وایا (دانمارکی: Ragnhild Hveger؛ ۱۰ دسامبر ۱۹۲۰ – ۱ دسامبر ۲۰۱۱) شناگر اهل دانمارک بود.
وی در مسابقات کشوری و بین‌المللی در مجموع برندهٔ ۳ مدال طلا، ۱ مدال نقره شده‌است.